# Microsoft Surface (productreeks)
Microsoft Surface is een productreeks ontworpen, gemaakt en uitgebracht door Microsoft. De productlijn omvat uiteenlopende producten van Windows-tablet-pc's, laptops en digitale borden tot een hoofdtelefoon. De toestellen worden geproduceerd door Pegatron en zijn ontworpen als premiumtoestellen die dienen als voorbeeld voor Windows-OEM's. Op de Surface RT en Surface 2 na draaien alle Surface-toestellen op een Intel-processor en bieden ondersteuning voor Windows 10.
De Surface-familie bestaat uit elf reeksen:
- De Surface-reeks van hybride tablets met optioneel koppelbaar toetsenbord en optionele digitale pen. De eerste en tweede generatie in deze reeks zijn de enige toestellen die gebruikmaken van ARM.
- De Surface Pro-reeks van professionele hybride tablets met optioneel koppelbaar toetsenbord en optionele digitale pen.
- De Surface Laptop, een laptop met een 13,5-inchtouchscreen.[8] De eerste versie van de Surface Laptop gebruikt standaard Windows 10 in S-mode; maar kan gratis worden bijgewerkt naar Windows 10.[9] De Surface Laptop 2 is standaard uitgerust met Windows 10 Home.
- De Surface Go is een goedkopere en kleinere uitvoering van de hybride Surface tablets.[10]
- De Surface Book, een laptop met een afneembaar scherm dat kan functioneren als een laptop. De basis is configureerbaar met en zonder een videokaart. Het scherm biedt ook ondersteuning voor de Surface Pen.[11]
- De Surface Studio, een 28-inch-all-in-one desktop met een scharnier waarmee het scherm kan worden omgevormd naar een tekentafel. Dit toestel heeft ondersteuning voor de Surface Pen en Surface Dial.[12]
- De Surface Hub, een digitaal bord voor samenwerking.[13]
- De Surface Headphones
- De Surface Earbuds
- De Surface Neo
- De Surface Duo

## Hardware en specificaties

### Surface en Surface Go-apparaten
| Reeks                    | Reeks                      | Surface                              | Surface                             | Surface                             | Surface Go            |
| ------------------------ | -------------------------- | ------------------------------------ | ----------------------------------- | ----------------------------------- | --------------------- |
| Modellen                 | Modellen                   | Surface RT                           | Surface 2                           | Surface 3                           | Surface Go            |
| Introductie              | Introductie                | 18 juni 2012                         | 23 september 2013                   | 31 maart 2015                       |                       |
| Originele OS             | Originele OS               | Windows RT 8.0                       | Windows RT 8.1                      | Windows 8.1                         |                       |
| Hoogste OS               | Hoogste OS                 | Windows RT 8.1                       | Windows RT 8.1                      | Windows 10 (1809)                   | Windows 10 (1809)     |
| Specificaties            | Specificaties              | Surface RT                           | Surface 2                           | Surface 3                           | Surface Go            |
| Afmetingen               | hoogte                     | 172,0 mm                             | 172,5 mm                            | 186,9 mm                            |                       |
| Afmetingen               | breedte                    | 274,6 mm                             | 274,6 mm                            | 267,2 mm                            |                       |
| Afmetingen               | dikte                      | 9,4 mm                               | 8,9 mm                              | 8,6 mm                              |                       |
| Gewicht (g)              | Gewicht (g)                | 680 g                                | 676 g                               | 622 g                               |                       |
| Volume (cm3)             | Volume (cm3)               | 443 cm3                              | 420 cm3                             | 431 cm3                             |                       |
| Kleuren achterkant       |                            |                                      |                                     |                                     |                       |
| Kleuren voorkant         |                            |                                      |                                     |                                     |                       |
| Verwijderbare achterkant | Verwijderbare achterkant   | Nee                                  | Nee                                 | Nee                                 | Nee                   |
| Kickstand                | Kickstand                  | Ja                                   | Ja                                  | Ja                                  | Ja                    |
| Scherm                   | Scherm                     | Surface RT                           | Surface 2                           | Surface 3                           | Surface Go            |
| Diagonaal (in)           | Diagonaal (in)             | 10,6"                                | 10,6"                               | 10,8"                               |                       |
| Resolutie (pixels)       | Resolutie (pixels)         | 768×1366                             | 1080×1920                           | 1280×1920                           |                       |
| Pixel dichtheid (ppi)    | Pixel dichtheid (ppi)      | 148                                  | 208                                 | 214                                 |                       |
| Schermafmetingen         | hoogte                     | 132,0 mm                             | 132,0 mm                            | 152,0 mm                            |                       |
| Schermafmetingen         | breedte                    | 235,0 mm                             | 235,0 mm                            | 228,0 mm                            |                       |
| Screen-to-body-ratio     | Screen-to-body-ratio       | 65,56%                               | 65,39%                              | 69,55%                              |                       |
| Kleurweergave            | Kleurweergave              | TrueColor 24-bit (16777216 kleuren)  | TrueColor 24-bit (16777216 kleuren) | TrueColor 24-bit (16777216 kleuren) |                       |
| ClearBlack polarizer     | ClearBlack polarizer       | Nee                                  | Nee                                 | Nee                                 | Nee                   |
| ClearType                | ClearType                  | Ja                                   | Ja                                  | Ja                                  | Ja                    |
| Gorilla Glass            | Gorilla Glass              | Nee                                  | Nee                                 | Nee                                 | Nee                   |
| Windows knop             | Windows knop               | Ja                                   | Ja                                  | Ja                                  | Nee                   |
| Super Sensitive Touch    | Super Sensitive Touch      | Nee                                  | Nee                                 | Nee                                 | Nee                   |
| Technologie              | Technologie                | LCD                                  | LCD                                 | LCD                                 | LCD                   |
| Geheugen                 | Geheugen                   | Surface RT                           | Surface 2                           | Surface 3                           | Surface Go            |
| RAM                      | RAM                        | 2 GB                                 | 2 GB                                | 2/4 GB                              |                       |
| Opslag                   | Opslag                     | 32/64 GB                             | 32/64 GB                            | 64/128 GB                           |                       |
| Uitbreidbaar             | Uitbreidbaar               | microSD, tot 256 GB                  | microSD, tot 256 GB                 | microSD, tot 256 GB                 |                       |
| Connectiviteit           | Connectiviteit             | Surface RT                           | Surface 2                           | Surface 3                           | Surface Go            |
| Netwerken                | GSM                        | Geen GSM                             | 850/900/1800/1900                   | 850/900/1800/1900                   |                       |
| Netwerken                | UMTS                       | Geen UMTS                            | Band 1/2/5                          | Band 1/2/5/8                        |                       |
| Netwerken                | LTE Advanced               | Geen 4G                              | Band 4/7/17                         | Band 1/2/3/4/5/7/17/20              |                       |
| Bluetooth                | Bluetooth                  | 4.0                                  | 4.0                                 | 4.0                                 | 4.1                   |
| Wi-Fi                    | Wi-Fi                      | a/b/g/n                              | a/b/g/n                             | a/b/g/n/ac                          | a/b/g/n/ac            |
| NFC                      | NFC                        | Nee                                  | Nee                                 | Nee                                 | Ja                    |
| SIM                      | Aantal SIMs                | 0                                    | 0 of 1                              | 0 of 1                              | 0 of 1                |
| SIM                      | Grootte                    | Geen SIM                             | Micro-SIM                           | Micro-SIM                           |                       |
| Connectoren              | Audio                      | 3,5mm audio jack                     | 3,5mm audio jack                    | 3,5mm audio jack                    | 3,5mm audio jack      |
| Connectoren              | Opladen                    | Surface Connect                      | Surface Connect                     | USB Micro-B 2.0                     | Surface Connect/USB-C |
| Connectoren              | Gegevensoverdracht         | USB-A 2.0                            | USB A-3.0                           | USB A-3.0                           | Surface Connect/USB-C |
| Connectoren              | Video                      | micro HDMI                           | micro HDMI                          | mini DisplayPort                    | Surface Connect/USB-C |
| FM Radio                 | FM Radio                   | Nee                                  | Nee                                 | Nee                                 | Nee                   |
| Processor                | Processor                  | Surface RT                           | Surface 2                           | Surface 3                           | Surface Go            |
| CPU                      | Naam                       | NVIDIA Tegra 3 (T30)                 | NVIDIA Tegra 4 (T40)                | Intel Atom x7-Z8700                 |                       |
| CPU                      | Snelheid                   | Quad Core 1,4 GHz                    | Penta Core 1,9 GHz                  | Quad Core 1,6 GHz                   |                       |
| CPU                      | Productieprocedé           | 40 nm                                | 28 nm                               | 14 nm                               |                       |
| GPU                      | Naam                       | ULP NVIDIA Graphics 12 core          | ULP NVIDIA Graphics 72 core         | Intel HD Graphics                   |                       |
| GPU                      | Snelheid                   | n/a                                  | n/a                                 | 200 MHz                             |                       |
| Batterij                 | Batterij                   | Surface RT                           | Surface 2                           | Surface 3                           | Surface Go            |
| Capaciteit (mAh)         | Capaciteit (mAh)           | 4120                                 | 4220                                | 7270                                |                       |
| Model                    | Model                      | Samsung SDI 2ICP4/106/96 P21GK3 7,4V | LG Chem Pluto 7,5V                  | SDI G3HTA004H 3,78V                 |                       |
| Verwijderbaar            | Verwijderbaar              | Nee                                  | Nee                                 | Nee                                 | Nee                   |
| Qi draadloos opladen     | Qi draadloos opladen       | Nee                                  | Nee                                 | Nee                                 | Nee                   |
| Batterijvermogen (uur)   | Batterijvermogen (uur)     | 8,5                                  | 10                                  | 10                                  | 9                     |
| Technologie              | Technologie                | Lithium-ion                          | Lithium-ion                         | Lithium-ion                         | Lithium-ion           |
| Sensoren                 | Sensoren                   | Surface RT                           | Surface 2                           | Surface 3                           | Surface Go            |
| Windows Hello            | Vingerafdruk Scanner       | Nee                                  | Nee                                 | Nee                                 | Nee                   |
| Windows Hello            | Infrarood Gezichts Scanner | Nee                                  | Nee                                 | Nee                                 | Ja                    |
| Microfoons               | Microfoons                 | 2                                    | 2                                   | 1                                   |                       |
| Accelerometer            | Accelerometer              | Ja                                   | Ja                                  | Ja                                  | Ja                    |
| Omgevingslichtdetector   | Omgevingslichtdetector     | Ja                                   | Ja                                  | Ja                                  | Ja                    |
| Nabijheidssensor         | Nabijheidssensor           | Nee                                  | Nee                                 | Ja                                  | Ja                    |
| Magnetometer             | Magnetometer               | Ja                                   | Ja                                  | Ja                                  | Ja                    |
| Gyroscoop                | Gyroscoop                  | Ja                                   | Ja                                  | Ja                                  | Ja                    |
| Barometer                | Barometer                  | Nee                                  | Nee                                 | Nee                                 | Nee                   |
| Accessoires              | Accessoires                | Surface RT                           | Surface 2                           | Surface 3                           | Surface Go            |
| Surface Pen              | Surface Pen                | Nee                                  | Nee                                 | Ja                                  | Ja                    |
| Surface Mouse            | Surface Mouse              | Nee                                  | Nee                                 | Ja                                  | Ja                    |
| Surface Keyboard         | Surface Keyboard           | Nee                                  | Nee                                 | Ja                                  | Ja                    |
| Surface Dock             | Surface Dock               | Nee                                  | Nee                                 | Nee                                 | Ja                    |
| Surface Dial             | Surface Dial               | Nee                                  | Nee                                 | Nee                                 | Ja                    |
| Docking Station          | Docking Station            | Nee                                  | Nee                                 | Ja                                  | Nee                   |

### Surface Pro-apparaten
| Modellen                   | Modellen                 | Surface Pro                         | Surface Pro 2                              | Surface Pro 3                                                        | Surface Pro 4                                                       | Surface Pro (2017)                                                       | Surface Pro 6              | Surface Pro 7            | Surface Pro X              |    |
| Introductie                | Introductie              | 18 juni 2012                        | 23 september 2013                          | 20 mei 2014                                                          | 6 oktober 2015                                                      | 23 mei 2017                                                              | 2018                       | 2019                     | 2019                       |    |
| Originele OS               | Originele OS             | Windows 8.0 Pro                     | Windows 8.1 Pro                            | Windows 8.1 Pro                                                      | Windows 10 Pro (1507)                                               | Windows 10 Pro (1703)                                                    | Windows 10 Home (1809)     |                          |                            |    |
| Hoogste OS                 | Hoogste OS               | Windows 10 (1909)                   | Windows 10 (1909)                          | Windows 10 (1909)                                                    | Windows 10 (1909)                                                   | Windows 10 (1909)                                                        | Windows 10 (1909)          | Windows 10 (1909)        | Windows 10 (1909)          |    |
| Specificaties              | Specificaties            | Surface Pro                         | Surface Pro 2                              | Surface Pro 3                                                        | Surface Pro 4                                                       | Surface Pro (2017)                                                       | Surface Pro 6              | Surface Pro 7            | Surface Pro X              |    |
| Afmetingen                 | hoogte                   | 274,6 mm                            | 274,6 mm                                   | 292,1 mm                                                             | 292,1 mm                                                            | 292,1 mm                                                                 | 292,1 mm                   |                          |                            |    |
| Afmetingen                 | breedte                  | 173,0 mm                            | 173,0 mm                                   | 201,42 mm                                                            | 201,42 mm                                                           | 201,42 mm                                                                | 201,42 mm                  |                          |                            |    |
| Afmetingen                 | dikte                    | 13,5 mm                             | 13,5 mm                                    | 9,1 mm                                                               | 8,45 mm                                                             | 8,45 mm                                                                  | 8,45 mm                    |                          |                            |    |
| Gewicht (g)                | Gewicht (g)              | 907 g                               | 907 g                                      | 800 g                                                                | 766 g                                                               | 768 g                                                                    | 770 g                      |                          |                            |    |
| Volume (cm3)               | Volume (cm3)             | 639 cm3                             | 639 cm3                                    | 535 cm3                                                              | 497 cm3                                                             | 497 cm3                                                                  |                            |                          |                            |    |
| Kleuren achterkant         | Kleuren achterkant       |                                     |                                            |                                                                      |                                                                     |                                                                          | /                          | /                        |                            |    |
| Kleuren voorkant           |                          |                                     |                                            |                                                                      |                                                                     |                                                                          |                            |                          |                            |    |
| Verwijderbare achterkant   | Verwijderbare achterkant | Nee                                 | Nee                                        | Nee                                                                  | Nee                                                                 | Nee                                                                      | Nee                        | Nee                      | Ja (voor SSD en SIM-kaart) |    |
| Kickstand                  | Kickstand                | Ja                                  | Ja                                         | Ja                                                                   | Ja                                                                  | Ja                                                                       | Ja                         | Ja                       | Ja                         |    |
| Scherm                     | Scherm                   | Surface Pro                         | Surface Pro 2                              | Surface Pro 3                                                        | Surface Pro 4                                                       | Surface Pro (2017)                                                       | Surface Pro 6              | Surface Pro 7            | Surface Pro X              |    |
| Diagonaal (in)             | Diagonaal (in)           | 10,6"                               | 10,6"                                      | 12"                                                                  | 12,3"                                                               | 12,3"                                                                    | 12,3"                      | 12,3"                    | 13"                        |    |
| Resolutie (pixels)         | Resolutie (pixels)       | 1920×1080                           | 1920×1080                                  | 2160×1440                                                            | 2736×1824                                                           | 2736×1824                                                                | 2736×1824                  | 2736×1824                |                            |    |
| Pixel dichtheid (ppi)      | Pixel dichtheid (ppi)    | 208                                 | 208                                        | 216                                                                  | 267                                                                 | 267                                                                      | 267                        | 267                      |                            |    |
| Schermafmetingen           | hoogte                   | 132,0 mm                            | 132,0 mm                                   | 169,0 mm                                                             | 173,0 mm                                                            | 173,0 mm                                                                 |                            |                          |                            |    |
| Schermafmetingen           | breedte                  | 235,0 mm                            | 235,0 mm                                   | 254,0 mm                                                             | 260,0 mm                                                            | 260,0 mm                                                                 |                            |                          |                            |    |
| Screen-to-body-ratio       | Screen-to-body-ratio     | 65,23%                              | 65,23%                                     | 72,90%                                                               | 76,55%                                                              | 76,55%                                                                   |                            |                          |                            |    |
| Kleurweergave              | Kleurweergave            | TrueColor 24-bit (16777216 kleuren) | TrueColor 24-bit (16777216 kleuren)        | TrueColor 24-bit (16777216 kleuren)                                  | TrueColor 24-bit (16777216 kleuren)                                 | TrueColor 24-bit (16777216 kleuren)                                      |                            |                          |                            |    |
| ClearBlack polarizer       | ClearBlack polarizer     | Nee                                 | Nee                                        | Nee                                                                  | Nee                                                                 | Nee                                                                      | Nee                        |                          |                            |    |
| ClearType                  | ClearType                | Ja                                  | Ja                                         | Ja                                                                   | Ja                                                                  | Ja                                                                       | Ja                         |                          |                            |    |
| Gorilla Glass              | Gorilla Glass            | Nee                                 | Nee                                        | Nee                                                                  | Nee                                                                 | Nee                                                                      | Nee                        |                          |                            |    |
| Windows knop               | Windows knop             | Ja                                  | Ja                                         | Ja                                                                   | Nee                                                                 | Nee                                                                      | Nee                        | Nee                      | Nee                        |    |
| Super Sensitive Touch      | Super Sensitive Touch    | Nee                                 | Nee                                        | Nee                                                                  | Nee                                                                 | Nee                                                                      | Nee                        | Nee                      | Nee                        |    |
| Technologie                | Technologie              | LCD                                 | LCD                                        | LCD                                                                  | LCD                                                                 | LCD                                                                      | LCD                        | LCD                      | LCD                        |    |
| Geheugen                   | Geheugen                 | Surface Pro                         | Surface Pro 2                              | Surface Pro 3                                                        | Surface Pro 4                                                       | Surface Pro (2017)                                                       | Surface Pro 6              | Surface Pro 7            | Surface Pro X              |    |
| RAM                        | RAM                      | 4 GB                                | 4/8 GB                                     | 4/8 GB                                                               | 4/8/16 GB                                                           | 4/8/16 GB                                                                | 8/16 GB                    |                          |                            |    |
| Opslag                     | Opslag                   | 64/128 GB                           | 64/128/256/512 GB                          | 64/128/256/512 GB                                                    | 128/256/512/1024 GB                                                 | 128/256/512/1024 GB                                                      | 128/256/512/1024 GB        |                          |                            |    |
| Uitbreidbaar               | Uitbreidbaar             | microSD, tot 256 GB                 | microSD, tot 256 GB                        | microSD, tot 256 GB                                                  | microSD, tot 256 GB                                                 | microSD, tot 256 GB                                                      | microSD, tot 256 GB        |                          |                            |    |
| Connectiviteit             | Connectiviteit           | Surface Pro                         | Surface Pro 2                              | Surface Pro 3                                                        | Surface Pro 4                                                       | Surface Pro (2017)                                                       | Surface Pro 6              | Surface Pro 7            | Surface Pro X              |    |
| Netwerken                  | GSM                      | Geen GSM                            | Geen GSM                                   | Geen GSM                                                             | Geen GSM                                                            | TBA                                                                      | TBA                        | TBA                      | TBA                        |    |
| Netwerken                  | UMTS                     | Geen UMTS                           | Geen UMTS                                  | Geen UMTS                                                            | Geen UMTS                                                           | TBA                                                                      | TBA                        | TBA                      | TBA                        |    |
| Netwerken                  | LTE Advanced             | Geen LTE                            | Geen LTE                                   | Geen LTE                                                             | Geen LTE                                                            | TBA                                                                      | TBA                        | TBA                      | TBA                        |    |
| Bluetooth                  | Bluetooth                | 4.0                                 | 4.0                                        | 4.0                                                                  | 4.0                                                                 | 4.1                                                                      | 4.1                        |                          |                            |    |
| Wi-Fi                      | Wi-Fi                    | a/b/g/n                             | a/b/g/n                                    | a/b/g/n/ac                                                           | a/b/g/n/ac                                                          | a/b/g/n/ac                                                               | a/b/g/n/ac                 |                          |                            |    |
| NFC                        | NFC                      | Nee                                 | Nee                                        | Nee                                                                  | Nee                                                                 | Nee                                                                      | Nee                        |                          |                            |    |
| SIM                        | Aantal SIMs              | 0                                   | 0                                          | 0                                                                    | 0                                                                   | 0 of 1                                                                   | 0 of 1                     | 0 of 1                   | 1                          |    |
| SIM                        | Grootte                  | Geen SIM                            | Geen SIM                                   | Geen SIM                                                             | Geen SIM                                                            | TBA                                                                      | TBA                        | TBA                      | TBA                        |    |
| Connectoren                | Audio                    | 3,5mm audio jack                    | 3,5mm audio jack                           | 3,5mm audio jack                                                     | 3,5mm audio jack                                                    | 3,5mm audio jack                                                         | 3,5mm audio jack           | 3,5mm audio jack         | usb-c                      |    |
| Connectoren                | Opladen                  | Surface Connect                     | Surface Connect                            | Surface Connect                                                      | Surface Connect                                                     | Surface Connect                                                          | Surface Connect            | Surface Connect of usb-c | Surface Connect of usb-c   |    |
| Connectoren                | Gegevensoverdracht       | USB A-3.0                           | USB A-3.0                                  | USB A-3.0                                                            | USB A-3.0                                                           | USB A-3.0                                                                | USB A-3.0                  | USB A-3.0 of usb-c       | usb-c                      |    |
| Connectoren                | Video                    | mini DisplayPort                    | mini DisplayPort                           | mini DisplayPort                                                     | mini DisplayPort                                                    | mini DisplayPort                                                         | mini DisplayPort           | usb-c                    | usb-c                      |    |
| FM Radio                   | FM Radio                 | Nee                                 | Nee                                        | Nee                                                                  | Nee                                                                 | Nee                                                                      | Nee                        | TBA                      | TBA                        |    |
| Processor                  | Processor                | Surface Pro                         | Surface Pro 2                              | Surface Pro 3                                                        | Surface Pro 4                                                       | Surface Pro (2017)                                                       | Surface Pro 6              | Surface Pro 7            | Surface Pro X              |    |
| CPU                        | Naam                     | Intel Core i5-3317U                 | Intel Core i5-4200U i5-4300U               | Intel Core i3-4020Y i5-4300U i7-4650U                                | Intel Core m3-6Y30 i5-6300U i7-6650U                                | Intel Core m3-7Y30 i5-7300U i7-7660U                                     | i5-8250U i7-8650U i5-8350U |                          |                            |    |
| CPU                        | Snelheid                 | Dual Core Hyper-Threaded 1,7 GHz    | Dual Core Hyper-Threaded 1,6 GHz / 1,9 GHz | Dual Core Hyper-Threaded 1,5 GHz / 1,9 GHz / 1,7 GHz                 | Dual Core Hyper-Threaded 0,9 GHz / 2,4 GHz / 2,2 GHz                | Dual Core Hyper-Threaded 1,0 GHz / 2,6 GHz / 2,5 GHz                     |                            |                          |                            |    |
| CPU                        | Productieprocedé         | 22 nm                               | 22 nm                                      | 22 nm                                                                | 14 nm                                                               | 14 nm                                                                    |                            |                          |                            |    |
| GPU                        | Naam                     | Intel HD Graphics 4000              | Intel HD Graphics 4400                     | Intel HD Graphics 4200 Intel HD Graphics 4400 Intel HD Graphics 5000 | Intel HD Graphics 515 Intel HD Graphics 520 Intel Iris Graphics 540 | Intel HD Graphics 615 Intel HD Graphics 620 Intel Iris Plus Graphics 640 | Intel UHD Graphics 620     |                          |                            |    |
| GPU                        | Snelheid                 | 350 MHz                             | 200 MHz                                    | 200 MHz                                                              | 300 MHz                                                             | 300 MHz                                                                  |                            |                          |                            |    |
| Batterij                   | Batterij                 | Surface Pro                         | Surface Pro 2                              | Surface Pro 3                                                        | Surface Pro 4                                                       | Surface Pro (2017)                                                       | Surface Pro 6              | Surface Pro 7            | Surface Pro X              |    |
| Capaciteit (mAh)           | Capaciteit (mAh)         | 5676                                | 5676                                       | 5547                                                                 | 5087                                                                | 5940                                                                     |                            |                          |                            |    |
| Model                      | Model                    | LG Chem Escalade 7,4V               | LG Chem Escalade 7,4V                      | LG Chem VPN MS011301-PLP22T02 7,6V                                   | LGC DYNR01 7,5V                                                     | ATL G3HTA038H 7,57V                                                      |                            |                          |                            |    |
| Verwijderbaar              | Verwijderbaar            | Nee                                 | Nee                                        | Nee                                                                  | Nee                                                                 | Nee                                                                      | Nee                        | Nee                      | Nee                        |    |
| Qi draadloos opladen       | Qi draadloos opladen     | Nee                                 | Nee                                        | Nee                                                                  | Nee                                                                 | Nee                                                                      | Nee                        | Nee                      | Nee                        |    |
| Batterijvermogen (uur)     | Batterijvermogen (uur)   | n/a                                 | n/a                                        | 9                                                                    | 9                                                                   | 13,5                                                                     | 13,5                       |                          |                            |    |
| Technologie                | Technologie              | Lithium-ion                         | Lithium-ion                                | Lithium-ion                                                          | Lithium-ion                                                         | Lithium-ion                                                              | Lithium-ion                | Lithium-ion              | Lithium-ion                |    |
| Sensoren                   | Sensoren                 | Surface Pro                         | Surface Pro 2                              | Surface Pro 3                                                        | Surface Pro 4                                                       | Surface Pro (2017)                                                       | Surface Pro 6              | Surface Pro 7            | Surface Pro X              |    |
| Windows Hello              |                          |                                     |                                            |                                                                      |                                                                     |                                                                          |                            |                          |                            |    |
| Infrarood Gezichts Scanner | Nee                      | Nee                                 | Nee                                        | Ja                                                                   | Ja                                                                  | Ja                                                                       | Ja                         | Ja                       |                            |    |
| Microfoons                 | Microfoons               | 1                                   | 1                                          | 2                                                                    | 2                                                                   | 2                                                                        | 2                          |                          |                            |    |
| Accelerometer              | Accelerometer            | Ja                                  | Ja                                         | Ja                                                                   | Ja                                                                  | Ja                                                                       | Ja                         |                          |                            |    |
| Omgevingslichtdetector     | Omgevingslichtdetector   | Ja                                  | Ja                                         | Ja                                                                   | Ja                                                                  | Ja                                                                       | Ja                         |                          |                            |    |
| Nabijheidssensor           | Nabijheidssensor         | Nee                                 | Nee                                        | Nee                                                                  | Nee                                                                 | Nee                                                                      | Nee                        |                          |                            |    |
| Magnetometer               | Magnetometer             | Ja                                  | Ja                                         | Ja                                                                   | Ja                                                                  | Ja                                                                       | Ja                         |                          |                            |    |
| Gyroscoop                  | Gyroscoop                | Ja                                  | Ja                                         | Ja                                                                   | Ja                                                                  | Ja                                                                       | Ja                         |                          |                            |    |
| Barometer                  | Barometer                | Nee                                 | Nee                                        | Nee                                                                  | Nee                                                                 | Nee                                                                      | Nee                        |                          |                            |    |
| Accessoires                | Accessoires              | Surface Pro                         | Surface Pro 2                              | Surface Pro 3                                                        | Surface Pro 4                                                       | Surface Pro (2017)                                                       | Surface Pro 6              | Surface Pro 7            | Surface Pro X              |    |
| Surface Pen                | Surface Pen              | Ja                                  | Ja                                         | Ja                                                                   | Ja                                                                  | Ja                                                                       | Ja                         | Ja                       | Ja                         |    |
| Surface Mouse              | Surface Mouse            | Ja                                  | Ja                                         | Ja                                                                   | Ja                                                                  | Ja                                                                       | Ja                         | Ja                       | Ja                         |    |
| Surface Keyboard           | Surface Keyboard         | Ja                                  | Ja                                         | Ja                                                                   | Ja                                                                  | Ja                                                                       | Ja                         | Ja                       | Ja                         |    |
| Surface Dock               | Surface Dock             | Ja Versie 1                         | Ja Versie 1                                | Ja Versie 2                                                          | Ja Versie 2                                                         | Ja Versie 2                                                              | Ja Versie 2                | Ja Versie 2              | Ja Versie 2                |    |
| Surface Dial               | Surface Dial             | Nee                                 | Nee                                        | Nee                                                                  | Ja                                                                  | Ja                                                                       | Ja                         | Ja                       | Ja                         | Ja |

### Algemeen

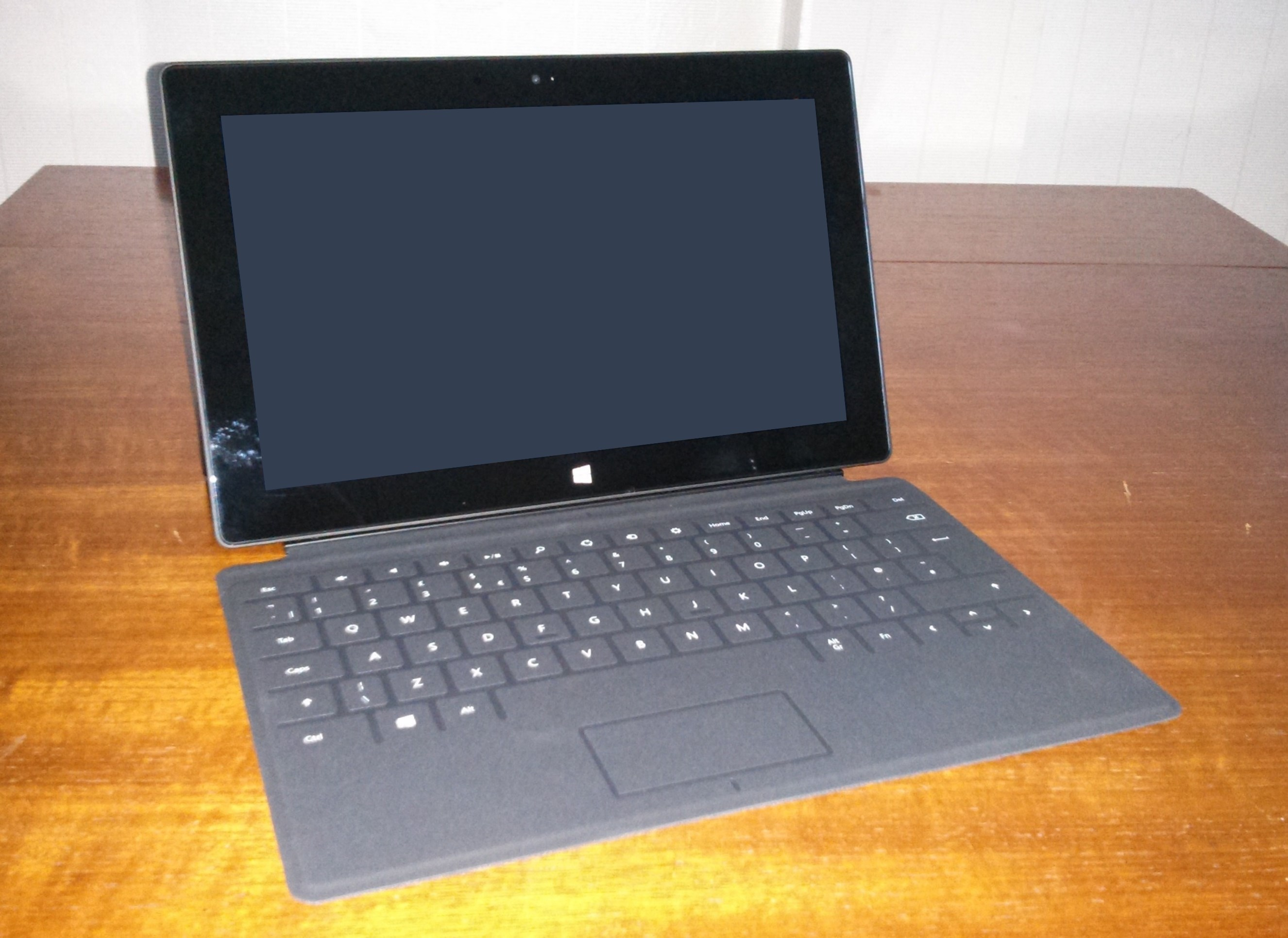
De Surface RT met zwarte Type Cover

Microsoft Surface is uitgerust met VaporMg (uitspraak "VaporMag") dat gebruikmaakt van een magnesium omhulsel dat de onderdelen van Surface bij elkaar houdt. VaporMg is een techniek om magnesium te spuitgieten met zeer fijne details.
Er is aan de onderkant van de tablet een magnetische strip gemonteerd waaraan de Touch Cover en Type Cover kunnen worden bevestigd. De achterste camera staat in een hoek van 22° zodat het makkelijk is om een andere persoon te kunnen filmen wanneer gebruikgemaakt wordt van de "kickstand". De kickstand is een 0,77 mm dunne ('dikte van een creditcard') ingebouwde staander voor de Surface. Zo kan de tablet makkelijk op tafel worden geplaatst zodat de tablet niet meer hoeft worden vastgehouden.
De Surface heeft een nieuwe 5 pins-connectiepoort om Surface op te laden en om Touch Cover en Type Cover op aan te sluiten.

### Touch Cover en Type Cover
Microsoft levert met Surface ook twee covers: Touch Cover en Type Cover. Beide zijn bedoeld als een bescherming voor het scherm en worden aan Surface gekoppeld via de magnetische strip en de 5 pins-poort. Als de covers zijn geopend, beschikt de gebruiker over een volledig toetsenbord. Touch Cover is 3,25 mm dun en heeft een aanraakgevoelig toetsenbord. Type Cover is 5 mm dun en beschikt over fysieke toetsen. De toetsenborden hebben beide een gyroscoop ingebouwd waarmee het toetsenbord wordt ingeschakeld als het helemaal is opengeklapt.